# 單鏈構象多態性
單鏈構象多態性（英語：single-strand conformation polymorphism，简称为SSCP)是一種分離核酸的技術，可以分離相同長度但序列不同的核酸（性質類似於DGGE和TGGE，但方法不同）。

## 原理
在非變性條件下，單鏈核酸分子由於分子内序列互補，可形成二級和三級結構，即不同構象。在凝膠電泳中，未變性的單鏈核酸分子通過如下性質分離：
- 鏈長
- 分子间相互作用
- 一級結構：某些位點的一個核苷酸發生改變也可能影響整個構象。

## 實驗步驟
1. 利用PCR從提取出的DNA中擴增16S rRNA基因。
2. 利用λ-外切核酸酶消化掉一條鏈（其中一個PCR引物被磷酸化，這條鏈將被去除）。
3. 非變性聚丙烯酰胺凝膠電泳(PAGE)。

## 應用
- 單鏈構象多態性可用於預篩選克隆文庫。
- 可對其中的某一個條帶進行測序，並與數據庫中已知序列比對。